# امول
اُمول (نام علمی: Coregonus migratorius) نام یک گونه از سفیدماهی‌های بومی دریاچه بایکال در سیبری است. گوشت امول خوشمزه است و به این خاطر این ماهی در دریاچه بایکال به فراوانی صید می‌شود. امول در سال ۲۰۰۴ در فهرست گونه‌های در خطر انقراض روسیه قرار گرفت.